# Platybunus affinis
Platybunus affinis is een hooiwagen uit de familie echte hooiwagens (Phalangiidae).